# Цапліно (Псковський район)
Цапліно (рос. Цаплино) — присілок в Псковському районі Псковської області Російської Федерації.
Населення становить 20 осіб. Входить до складу муніципального утворення Торошинська волость.

## Історія
Від 2015 року входить до складу муніципального утворення Торошинська волость.

## Населення
| 2001 | 2002 | 2010 |
| ---- | ---- | ---- |
| 41   | ↘27  | ↘20  |